# Bootie Call
Bootie Call è il quarto singolo pubblicato dalle All Saints dal loro album di debutto, All Saints. Il singolo viene pubblicato il 31 agosto 1998 e divenne il loro terzo numero uno in Inghilterra, vendendo 237,153 copie.

## Tracklist
| CD 1               | CD 1                                        | CD 1 | CD 1 |
| ------------------ | ------------------------------------------- | ---- | ---- |
| 1.                 | "Bootie Call" (Single version)              | 3.36 |      |
| 2.                 | "Bootie Call 98" (The Director's Kutt)      | 4.59 |      |
| 3.                 | "Get Down"                                  | 4.17 |      |
| CD 2               |                                             |      |      |
| 1.                 | "Bootie Call" (Single Version)              | 3.36 |      |
| 2.                 | "Never Ever" (Booker T's Vocal Mix)         | 6.20 |      |
| 3.                 | "I Know Where It's At"                      | 6.31 |      |
| 4.                 | "Bootie Call" (Promo video)                 | 3.35 |      |
| Cassette/Two track |                                             |      |      |
| 1.                 | "Bootie Call" (Single Version)              | 3.36 |      |
| 2.                 | "Bootie Call" (Club Asylum Skank Vocal Mix) | 4.37 |      |

## Classifiche
| Nazione     | Data             | Posizione | Copie   |
| ----------- | ---------------- | --------- | ------- |
| Regno Unito | 6 settembre 1998 | numero 1  | 236 000 |
| Paesi Bassi | settembre 1998   | numero 5  |         |
| Irlanda     | 3 settembre 1998 | numero 9  |         |
| Svezia      | 8 ottobre 1998   | numero 31 |         |

## Remix
Bootie Call
- Album version
- Bugcity and Haynes Bump 'n Bounce Mix
- Club Asylum Boogie Punk Dub
- Club Asylum Skank Vocal Mix
- Dreem Teem Vocal
- Krazee Alley
- Single Version
- 98 - The Directors Kutt